# Вернон (Аризона)
Вернон (англ. Vernon) — переписна місцевість (CDP) і  невключена територія в США, в окрузі Апачі штату Аризона. Населення — 126 осіб (2020).

## Географія
Вернон розташований за координатами 34°14′52″ пн. ш. 109°41′24″ зх. д. / 34.24778° пн. ш. 109.69000° зх. д. (34.247901, -109.689942).  За даними Бюро перепису населення США в 2010 році переписна місцевість мала площу 1,47 км², з яких 1,47 км² — суходіл та 0,00 км² — водойми.

## Демографія
Згідно з переписом 2010 року, у переписній місцевості мешкали 122 особи в 45 домогосподарствах у складі 37 родин. Густота населення становила 83 особи/км².  Було 61 помешкання (42/км²).
Расовий склад населення:
| - 86,1 % — білих - 9,0 % — корінних американців - 0,8 % — азіатів - 1,6 % — осіб інших рас |

До двох чи більше рас належало 2,5 %. Частка іспаномовних становила 2,5 % від усіх жителів.
За віковим діапазоном населення розподілялося таким чином: 17,2 % — особи молодші 18 років, 58,2 % — особи у віці 18—64 років, 24,6 % — особи у віці 65 років та старші. Медіана віку мешканця становила 52,0 року. На 100 осіб жіночої статі у переписній місцевості припадало 82,1 чоловіків;  на 100 жінок у віці від 18 років та старших — 83,6 чоловіків також старших 18 років.
Цивільне працевлаштоване населення становило 36 осіб. Основні галузі зайнятості: освіта, охорона здоров'я та соціальна допомога — 75,0 %.